# 黑斯堡
黑斯堡（英語： i/ˈheɪz.bɜːrə/ HAYZ-bur-ə）是英國諾福克郡的一個村莊及民政教區。有沿海的B1159公路通過。
2010年在黑斯堡發現了八十萬年前的人類燧石工具，這是英國最古老的人類存在的證據。 2013年5月一系列黑斯堡足跡也發現於黑斯堡的沙灘上。
黑斯堡民政教區的面積為10.78 km2（4.16 sq mi），不過由於海岸侵蝕的緣故，正在不斷縮小。根據2010年英國人口普查，黑斯堡有607戶共1,372位居民。

## 歷史

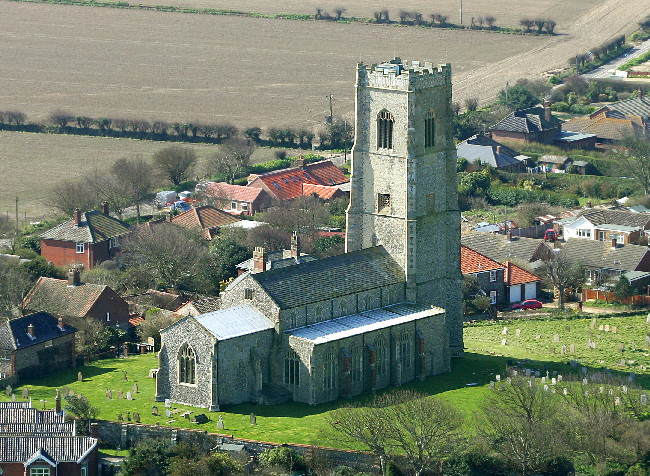
黑斯堡的聖瑪麗教堂

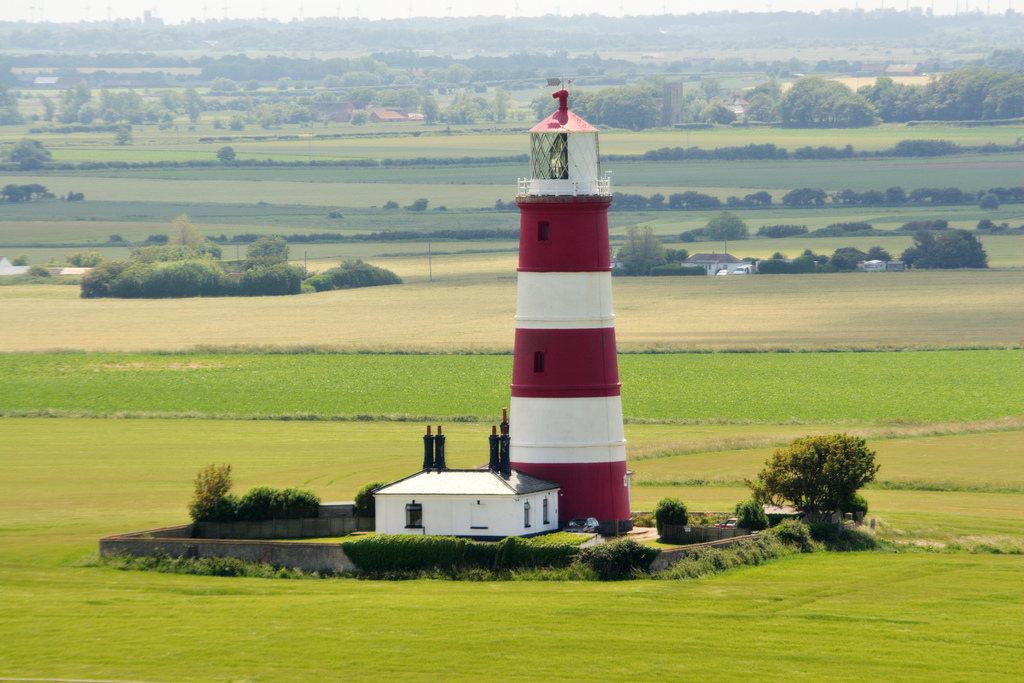
黑斯堡燈塔

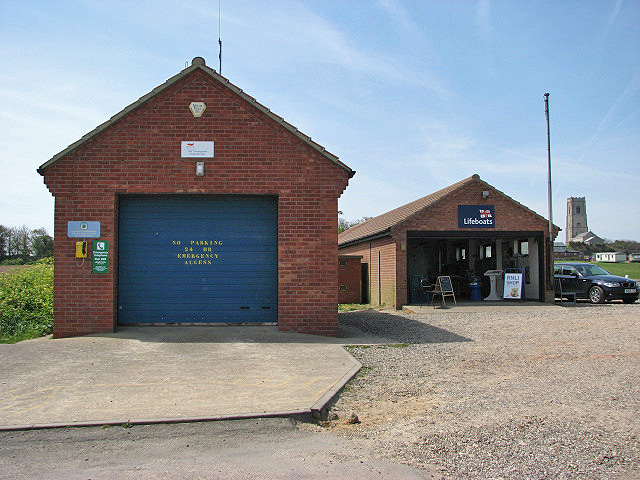
黑斯堡救生艇站和皇家救生艇協會商店

1086年諾曼人在現址建起了黑斯堡的教堂，15世紀被毀並重建。聖瑪麗教堂的高塔是水手們分辨黑斯堡位置的重要標誌。二戰期間黑斯堡遭到德國空軍轟炸，現在教堂的柱子裡還嵌著當時的彈片。
黑斯堡燈塔建造于1790年，是東安格利亞現存最古老的燈塔。因為黑斯堡的海灘容易發生事故，1866年黑斯堡建立了救生艇站，不過在1926年撤除。直到1965年才在原址（52°49′28″N 1°32′10″E / 52.824326°N 1.536101°E）重建。

## 考古學
2010年黑斯堡發現了史前人類使用的工具， 據推測這些工具的歷史可以追溯至866,000至814,000年或970,000至936,000年前。這些燧石工具可能屬於沿泰晤士河遷徙至此的前人。 2014年科學家宣佈2013年5月在此地沙灘上發現的黑斯堡足跡的歷史可以追溯到八十萬年前。

## 外部連結
- 黑斯堡的地圖資料
- Information from Genuki Norfolk（页面存档备份，存于） on Happisburgh.
- CCAG Happisburgh Coastal Concern Action Group.（页面存档备份，存于）
- Happisburgh Literary History（页面存档备份，存于）
- British Geological Survey case study of coastal erosion at Happisburgh（页面存档备份，存于）
- British Museum, Happisburgh: The earliest humans in northern Europe（页面存档备份，存于）